# Marriott World Trade Center
Marriott World Trade Center of het originele Three World Trade Center of WTC 3 was een hotel in de wijk World Trade Center in de Amerikaanse stad New York.
Marriott World Trade Center op Lower Manhattan werd gebouwd eind jaren zeventig en begin jaren tachtig en in de zomer van 1981 voltooid als het Vista International Hotel, met een hoogte van 74 meter en een capaciteit van 825 kamers. Vanaf 1995 werd het hotel geëxploiteerd door Marriott International.
Het 22 verdiepingen tellende hotel maakte deel uit van het originele World Trade Center en het werd aan de basis omsloten door de wereldberoemde Twin Towers. De North Tower stond ernaast en de South Tower erachter, tenminste vanuit het (zuid)westen gezien.
Het hotel stond langs de Miller Highway en na de afbraak van de snelweg was het gelegen aan West Street, aan de overzijde is nog steeds het World Financial Center gesitueerd. Het Marriott World Trade Center werd evenals de Twin Towers (North Tower en South Tower) en het 7 World Trade Center compleet verwoest in de terroristische aanslagen op 11 september 2001.
Het hotel werd niet vervangen als onderdeel van het nieuwe World Trade Center, maar deelt zijn naam wel met de huidige toren; Three World Trade Center. Tijdens de heropbouw van de World Trade Center site bouwde men een deel van het monument Reflecting Absence op de locatie van het verwoeste hotel.
Het Marriott World Trade Center was destijds (1981–2001) precies op deze locatie gesitueerd.

## Geschiedenis

### Bouw en ontwerp
Het Marriott World Trade Center was het eerste hotel dat gebouwd werd in Lower Manhattan sinds 1836. en werd ontworpen door het architectenbureau Skidmore, Owings & Merrill.
De bouw begon aan het hotel ging van start in maart 1979, zes jaar na de opening van de Twin Towers. Twee jaar later was het hotel gereed voor gebruik. Het exterieur van het Marriott World Trade Center zag er hetzelfde uit als de (weliswaar smalle) pilaren van aluminium die werden gebruikt voor het exterieur van de Twin Towers.
Het hotel, dat opende voor het publiek in juli 1981, was oorspronkelijk in handen van de Port Authority of New York and New Jersey en KUO Hotels of Korea, met Hilton Hotels & Resorts als vennoot.
Vista Hotels, een dochteronderneming van Hilton Hotels & Resorts, zou het hotel exploiteren tot de overname door Marriott in 1995. Het hotel stond respectievelijk in het zuiden en westen in verbinding met de Twin Towers (North Tower en South Tower) van het World Trade Center-complex, waardoor het hotel erg nuttig was om bij de torens te geraken.
Het hotel omvatte horeca-etablissementen, waaronder The American Harvest Restaurant, The Greenhouse Café, Tall Ships Bar & Grill, winkel Times Square Gifts, The Russia House Restaurant, een ticketservice voor een tourbus, een grote fitnessruimte – op dat moment de grootste van New York – en een kapsalon genaamd Olga's.
Het hotel bestond naast 825 kamers ook uit 19 vergaderruimtes met een oppervlakte van 1.858 m². Daarnaast omvatte het een ruimte van 758 m² voorbehouden voor het organiseren van recepties – de Grand Ball Room – en een tweede receptiezaal met een oppervlakte van 300 m².
Bovendien omvatte het hotel enkele vergaderruimtes voor zakenlui die topfuncties bekleedden. Er was ook een royaal handelscentrum aanwezig dat grensde aan deze vergaderruimtes.

### Bomaanslag
Het hotel werd zwaar beschadigd als gevolg van de bomaanslag op het World Trade Center op 26 februari 1993. Ramzi Yousef en vijf andere terroristen die banden hadden met al Qaida brachten een truck geladen met 682 kg explosieven tot ontploffing in de ondergrondse parkeergarage van de North Tower van het World Trade Center, die zich situeerde onder de Grand Ballroom van het hotel.
Omstreeks 12:18 uur lokale tijd vernietigde of beschadigde de explosie lagere niveaus van het World Trade Center-complex.
Na uitgebreide reparaties werd het hotel in november 1994 heropend.

### Aanslagen op 11 september 2001
In de ochtend van dinsdag 11 september 2001 draaide het Marriott World Trade Center op volle capaciteit, aangezien op dat ogenblik 1.000 gasten waren ingeschreven.
Er was een jaarlijkse vergadering aan de gang van de National Association for Business Economics, de grootste internationale vereniging van toegepaste economen, strategen en academici die zich inzetten voor de toepassing van de economie.
Na de inslag van American Airlines-vlucht 11 in de North Tower van het World Trade Center om 8:46 uur lokale tijd, zou een deel van het landingsgestel van het passagierstoestel op het dak van het hotel zijn beland. Brandweerlieden gebruikten de lobby als verzamelplaats om gasten te evacueren die mogelijk nog binnen waren.
Brandweerlieden meldden ook resten op het dak van mensen die gesprongen waren of per ongeluk uit de brandende torens vielen.

Marriott tijdens de brand; periode tussen 09:03 uur en 09:59 uur
09:59 uur: South Tower spietst Marriott
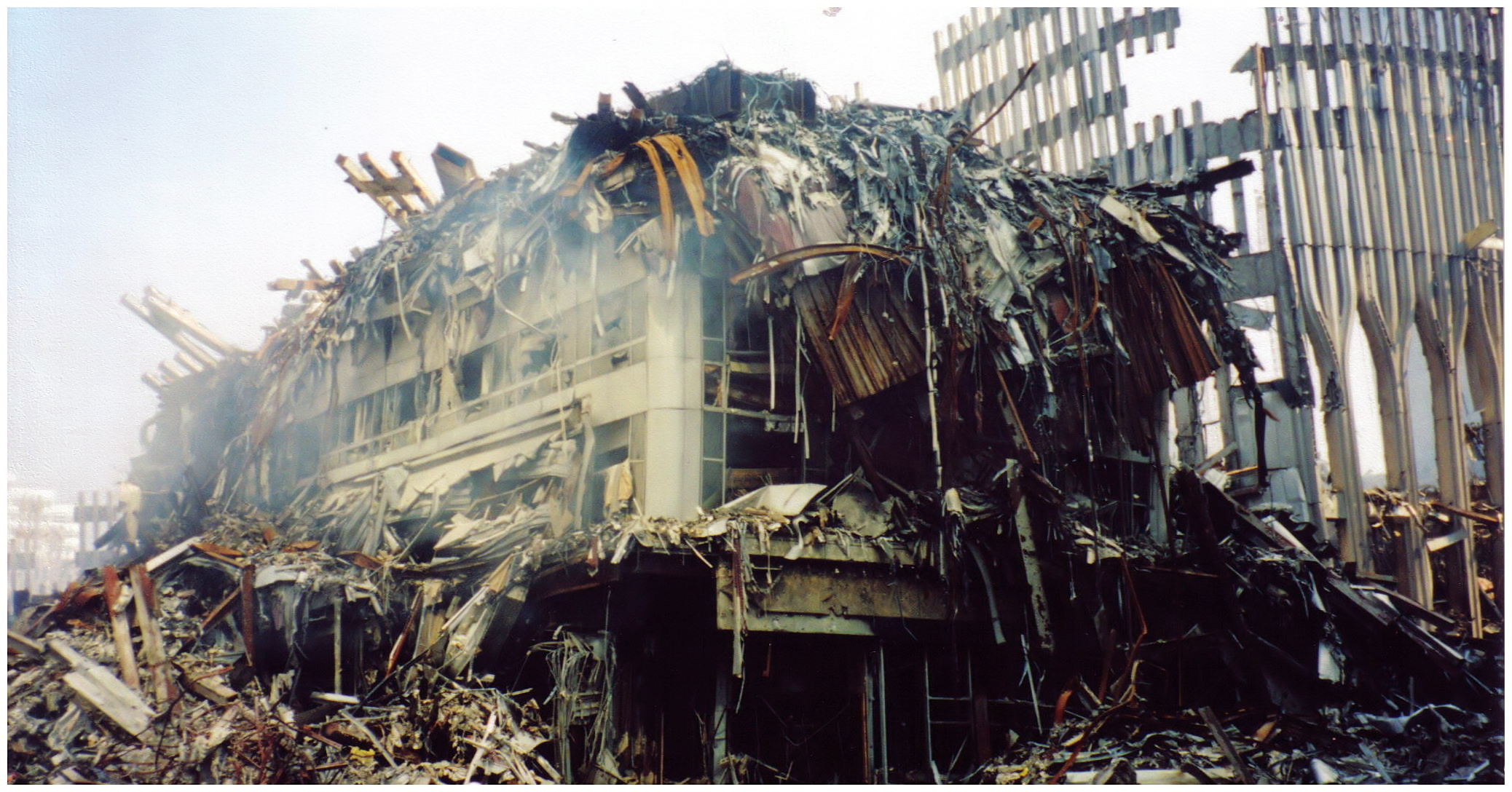
Ruïnes samen met die van de South Tower rechtsboven

#### Verwoesting
De ineenstorting van de South Tower van het World Trade Center om 9:59 uur (15:59 uur Midden-Europese Tijd) splitste het gebouw al in tweeën. Dergelijke schade kan worden geraamd in de documentaire 9/11. Twintig jaar na de aanslagen werden nieuwe beelden vrijgegeven gemaakt door Mark LaGanga, werkzaam als fotojournalist en cameraman voor de Amerikaanse televisiezender CBS.
LaGanga bleef tot vijf minuten voor de instorting van de North Tower in de buurt van het hotel vertoeven om beelden te maken van een tot oorlogsgebied herschapen omgeving ondanks het dan bekende gevaar. Na te zijn binnengegaan in het ontruimde 7 World Trade Center om daar de [reeds aanzienlijke doch gemiddelde] schade op te meten trok LaGanga naar West Street waar de North Tower thans alleen stond uit te branden naast het evenzeer brandende hotel.
LaGanga's beelden toonden hoe brandweerlieden reeds op zoek waren gegaan naar slachtoffers onder het puin van de South Tower. Minstens één persoon is te horen die schreeuwt om hulp vanonder het puin. LaGanga stond op een bepaald ogenblik vlak onder de North Tower. Die North Tower werd nog slechts geflankeerd door het ernstig beschadigde hotel en licht beschadigde Six World Trade Center, door de North Tower afgeschermd van de South Tower. De North Tower nam nog de bluts met de buil voor dat gebouw (maar viel er dan zelf op neer). De meeste gasten die nog in het hotel aanwezig waren, bleken een vogel voor de kat. Het hotel werd reeds zo goed als van de kaart geveegd. Het puin was bovendien helemaal niet meer te onderscheiden van dat van de South Tower.
De beelden van de fotojournalist laten onder meer duidelijk zien hoe louter de meest noordelijke en meest zuidelijke zijde van het hotel tot originele hoogte van 74 meter uitkwamen of ten minste die hoogte nog benaderden en hoe het hotel over de rest van zijn breedte en door het midden tot aan het grondoppervlak ingekerfd werd door vallend puin van de South Tower. Daarnaast leek bijkomende schade aan de North Tower na de instorting van zijn buur eerder minimaal al was er wel nieuwe rookontwikkeling te zien aan zijn zuidelijke façade, waar puin van de South Tower tegenaan schuurde. Dat puin lag bovendien verspreid over West Street en had naast het hotel ook het World Financial Center hard getroffen.
LaGanga werd geprezen voor zijn durf om zijn beelden in het moment te maken. Want alhoewel de evacuatie van veel werknemers in de North Tower en de gasten in het hotel voortduurde tot en met het moment van instorting, was de directe omgeving van het World Trade Center nagenoeg verlaten van burgers met de wetenschap dat de gebouwen konden instorten.
LaGanga ontsnapte ternauwernood aan de dood aangezien hij de plek had verlaten doch nog altijd maar honderden meters van de plek des onheils verwijderd was toen de North Tower begon in te storten op onder andere het hotel. LaGanga wilde ook dat moment vastleggen en bleef gewoon staan en werd gegrepen door oprukkende stofwolken.
Uiteindelijk zou de neergang van de North Tower om 10:28 uur de rest van het hotel vernietigen, afgezien van een klein gedeelte (zoals te zien op de foto) dat het verst van de North Tower was gelegen.
14 mensen die na de ineenstorting van de South Tower het gedeeltelijk verwoeste hotel hadden proberen te verlaten doch te laat kwamen, slaagden erin de tweede ineenstorting in dit kleine gedeelte te overleven.
Het gedeelte dat de instorting van de Twin Towers had weten te overleven, was daadwerkelijk datgene dat na de bomaanslag in 1993 gerenoveerd en versterkt werd.
In september 2008 ging een documentaire in première op de zender History Channel met de getuigenissen van overlevenden uit het hotel.

## Afbeeldingen

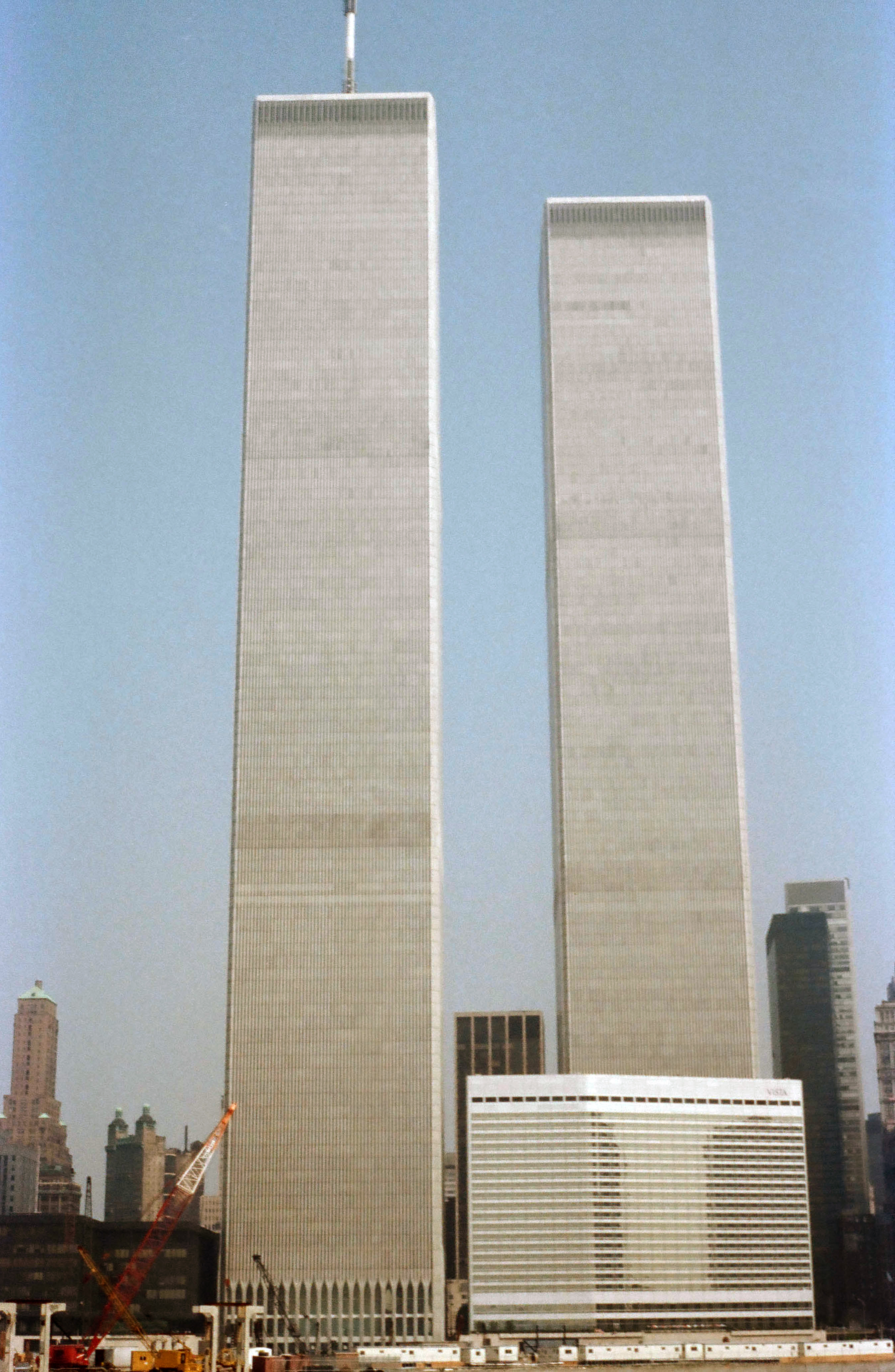
Het Vista International Hotel en de Twin Towers, 1981
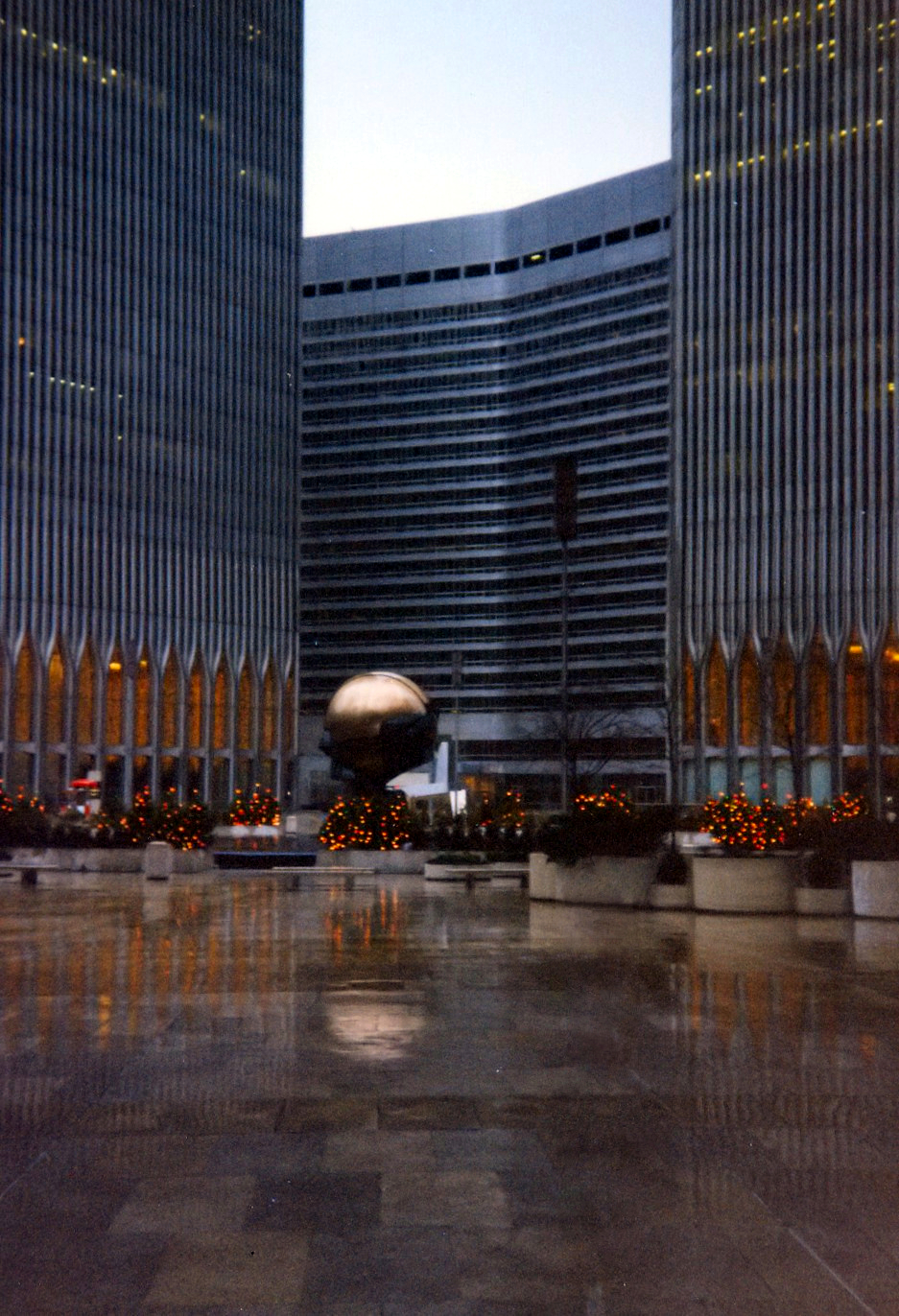
Het Marriott World Trade Center vanaf Austin J. Tobin Plaza, 1995
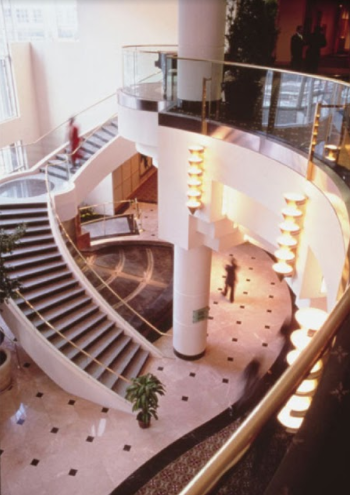
De lobby van het hotel in de jaren negentig

### Media
- 09:59 uur: South Tower valt neer op Marriott World Trade Center vanaf West Street met Cedar Street op YouTube (video Paul Berriff)
- 09:59 uur: South Tower valt neer op Marriott World Trade Center vanaf West Street met Rector Street op YouTube (video Brandon Marcus)
- 09:59 uur: South Tower valt neer op Marriott World Trade Center vanaf West Street aan World Financial Center op YouTube (video ABC News New York)
- Omstreeks 10:15 uur: North Tower en Marriott World Trade Center aan West Street op YouTube (video Mark LaGanga, na circa 15 minuten tot aan circa 18 minuten ziet men het hotel samen met de North Tower vanuit uniek kikvorsperspectief)
- Omstreeks 10:20 uur: North Tower en Marriott World Trade Center (afbeelding, gezien vanuit het standpunt van Mark LaGanga) bron: Reddit
- 10:28 uur: North Tower vernietigt Marriott World Trade Center vanaf rivier Hudson op YouTube (video RTL Nieuws New York)